# Tullo Gramantieri
Tullo Gramantieri (* 24. März 1898 in Rom; † unbekannt) war ein italienischer Autor und Filmregisseur.

## Leben
Gramantieri schloss ein Jurastudium ab und war als Journalist und Autor tätig. Unter seinen Veröffentlichungen zu den Schönen Künsten finden sich „La miniatura e il ritratto in Europa“ sowie „Il caso Manet“. 1926 gründete er die Zeitschrift „Vita artistica“, die zwei Jahre später in „Pinacotheca“ umbenannt wurde und bis 1932 erschien. 1934 war er für die Cines der Produktionsleiter des Spielfilmes Luci sommerse und schrieb viele italienische Dialogbücher für fremdsprachige Filme. Nach seinem einzigen Film als Regisseur, Principessa aus dem Jahr 1943 (nach Walter Langs The little princess entstanden) arbeitete er am Drehbuch nach seinem eigenen Roman zur Verfilmung von La fornarina. 1954 schrieb er für Carlo Borghesio La corda d'acciaio.

## Filmografie (Auswahl)
- 1943: La principessa (Regie, Drehbuch)

## Veröffentlichungen
- 1935: „La miniatura e il ritratto in Europa“
- 1944: „Il caso Manet“